# دونويل يوبي
دونويل يوبي (بالإنجليزية: Donewell Yobe)‏ هو لاعب كرة قدم زامبي سابق لعب في مركز الهجوم، شقيقه الأصغر دونويل هو أيضًا لاعب كرة قدم محترف، ولد في 24 أغسطس 1983 في لوساكا في زامبيا لعب مع لوساكا ديناموز، زيسكو يونايتد، AC Oulu [الإنجليزية]ومنتخب زامبيا لكرة القدم.

## وصلات خارجية
- دونويل يوبي على موقع قاعدة بيانات كرة القدم.إي يو (الإنجليزية)
- دونويل يوبي على موقع ناشيونال فوتبول تيمز (الإنجليزية)